# José Sócrates
José Sócrates Carvalho Pinto de Sousa GCIH (Alijó, Vilar de Maçada, 6 de setembro de 1957) é um engenheiro técnico e político português.
Foi secretário-geral do Partido Socialista, de setembro de 2004 a julho de 2011 e primeiro-ministro de Portugal de 12 de março de 2005 a 21 de junho de 2011. Além desses cargos, José Sócrates foi secretário de estado-adjunto do Ministério do Ambiente e Ministro do Ambiente e do Ordenamento do Território no governo de António Guterres, e um dos organizadores do campeonato de futebol UEFA Euro 2004 em Portugal.
Licenciado em Engenharia Civil pela Universidade Independente, com mestrado em Ciência Política (2013), pela Escola Doutoral do Instituto de Estudos Políticos de Paris, José Sócrates foi desautorizado a usar esse título pela Ordem dos Engenheiros, em 2017, enquanto aguardava julgamento em liberdade, com Termo de Identidade e Residência, desde 16 de outubro de 2015, por suspeita dos crimes de corrupção, fraude fiscal qualificada e branqueamento de capitais. Anteriormente, estivera em prisão domiciliária, durante cerca de um mês (entre setembro e outubro de 2015), e em prisão preventiva, durante nove meses (de novembro de 2014 a setembro de 2015).
Em 2024, o Tribunal da Relação de Lisboa aceitou recurso do ex-primeiro-ministro de Portugal e anulou a decisão de pronúncia contra ele, em três crimes de lavagem de dinheiro e três de falsificação de documentos. A corte também cassou as medidas cautelares impostas a Sócrates. Entretanto o ex-governante ainda deve responder na Justiça por outros 22 crimes.
Enquanto esteve preso, Sócrates escreveu parte do livro Só Agora Começou, no qual, além de se defender das acusações de que foi alvo, faz críticas ao Sistema de Justiça Penal português. O livro tem prefácio de Dilma Rousseff.

## Biografia

### Infância
José Sócrates nasceu na freguesia de Miragaia no Porto a 6 de Setembro de 1957 e foi registado como um recém-nascido na freguesia de Vilar de Maçada, concelho de Alijó, terra natal do seu pai, o arquiteto Fernando Pinto de Sousa. No entanto, o jovem José Sócrates viveu toda a infância e adolescência na cidade da Covilhã com o seu pai, que se radicara nessa cidade.

### Educação
José Sócrates estudou na Escola Secundária Frei Heitor Pinto na Covilhã. Em 1975, inscreveu-se no Instituto Superior de Engenharia de Coimbra (ISEC), atualmente integrado no Instituto Politécnico de Coimbra. Em 1979, quatro anos após ingressar no ISEC, obteve o grau de bacharel em Engenharia Civil, o que lhe conferiu o título profissional de engenheiro técnico civil. De 1987 a 1993, esteve matriculado na Universidade Lusíada de Lisboa, uma universidade privada, a cursar Direito, mas abandonou o curso. Participou no curso de Engenharia Sanitária para engenheiros municipais da Escola Nacional de Saúde Pública da Universidade Nova de Lisboa.
No ano letivo de 1994/95 ingressou no Instituto Superior de Engenharia de Lisboa (ISEL) do Instituto Politécnico de Lisboa, onde completou o primeiro ano do curso de estudos superiores especializados em Engenharia Civil, curso conducente ao diploma de estudos superiores especializados que, nos termos da lei, confere o grau de licenciado. Optou, entretanto, por se inscrever na Universidade Independente, uma universidade privada sediada em Lisboa, para aí concluir a licenciatura em Engenharia Civil o que ocorreu em 1996.
Frequentou o Mestrado no Instituto Superior de Ciências do Trabalho e da Empresa - Iscte Instituto Universitário de Lisboa, tendo-lhe sido atribuído, em 2005, o diploma de MBA, referente à parte lectiva do mestrado que frequentou, que ele obteve após ter realizado com sucesso o primeiro semestre de um programa de graduação de dois anos de Mestrado do Iscte, que não concluiu.
Em março de 2007, já como Primeiro-ministro, a licenciatura de José Sócrates em Engenharia Civil, obtida na Universidade Independente, foi posta em causa, bem como o uso do título "engenheiro" quando ainda era "engenheiro técnico" ou sendo apenas licenciado em engenharia civil. Essas circunstâncias provocaram a maior controvérsia do ano.
Uma investigação oficial sobre a validade das habilitações de José Sócrates concluiu que ele não incorreu em qualquer ilegalidade, contudo a Universidade Independente foi encerrada em 2007 por falta de qualidade pedagógica e má conduta ética e administrativa, após um processo movido pelo Ministério da Ciência, Tecnologia e Ensino Superior. Em 2015, concluiu o Ministério Público pela nulidade do seu percurso académico. Em outubro de 2017, a Ordem dos Engenheiros esclareceu que José Sócrates não está, nem nunca esteve, inscrito na Ordem dos Engenheiros, não sendo assim portador do título profissional de "engenheiro". Os engenheiros técnicos são reconhecidos pela Ordem dos Engenheiros Técnicos (OET).

### Mestrado
Após a sua demissão do cargo de primeiro-ministro, Sócrates pediu, nos termos da lei, uma licença, sem vencimento, das funções de engenheiro na Câmara da Covilhã, para ingressar no Instituto de Estudos Políticos de Paris, onde estudou Teoria Política. Obteve o grau de Mestre com uma dissertação sobre a tortura em democracia.
Mais tarde sua dissertação seria transformada no livro A Confiança no Mundo: Sobre a Tortura em Democracia, editado pela Almedina e apresentado no Museu da Electricidade, a 23 de Outubro de 2013. O livro teve cinco edições, sendo que as primeiras se esgotaram. Segundo o jornal Sol, o Sócrates teria comprado cerca de 10 mil exemplares, com a ajuda de Carlos Santos Silva e Gonçalo Ferreira.
Em março de 2015, foi anunciado à imprensa que escutas telefónicas a José Sócrates, feitas no âmbito da Operação Marquês, levaram os investigadores a concluir que o livro A Confiança no Mundo: Sobre a Tortura em Democracia não fora escrito por ele, mas por Domingos Farinho, um professor universitário. Posteriormente, Farinho admitiu ao Ministério Público ter recebido 24 mil euros, entre o final de 2012 e o verão de 2013, para prestar ajuda a José Sócrates na elaboração da sua tese de mestrado em Ciência Política, apresentada no Institut d'Études Politiques de Paris, e também na preparação do livro O Mal que Deploramos: O Drone, o Terror e os Assassinatos-Alvo, editado pela Sextante, da Porto Editora.

## Atividade profissional
Após concluir a graduação, no final dos anos 1970, José Sócrates trabalhou como engenheiro civil e atuou no comércio, antes de ingressar na política.

#### Engenharia técnica civil
Durante a década de 1980, José Sócrates especializou-se na execução de diversos projectos de âmbito privado, nomeadamente habitações-base de emigrantes, na zona da Covilhã e arredores. José Sócrates subscreveu pelo menos 21 projectos entre Outubro de 1988, data em que se tornou deputado em regime de dedicação exclusiva, auferindo o subsídio correspondente, e o final de 1990. Tal levantou questões sobre a incompatibilidade do exercício do mandato de deputado em exclusividade com a atividade de execução de projetos de engenharia. Contudo, José Sócrates afirmou ter feito os projetos a pedido de amigos e sem receber qualquer remuneração, pelo que considerava não existir qualquer incompatibilidade.
Durante a sua actuação como projectista de edifícios na Guarda, na década de 1980,  foi alvo de duas repreensões por unanimidade pela Câmara Municipal da Guarda, ameaças de sanções legais e severas críticas dos serviços camarários, por causa da falta de qualidade dos seus projectos e de acompanhamento das obras, a chegar a ser ameaçado com sanções disciplinares, tendo sido afastado da direção técnica de diversas obras particulares. Os vereadores do PSD na Câmara Municipal da Guarda questionavam a autoria dos projetos e apresentaram queixa-crime, alegando que José Sócrates apenas assinava os projetos na vez de colegas que seriam os verdadeiros autores dos projetos, mas que não poderiam assinar os projetos devido a conflitos de interesses. Contudo, o inquérito a respeito de um eventual crime de falsificação de documento foi arquivado pelo Ministério Público em 2009, uma vez que, a ter ocorrido crime, este já estaria prescrito, pois dizia respeito à década de 1980. José Sócrates alegou sempre ser o autor de todos os projetos em causa.
Não obstante ter trabalhado na área da Engenharia Civil, José Sócrates não está, nem nunca esteve, inscrito na Ordem dos Engenheiros, não sendo portador do título profissional de "engenheiro".
No entanto, sendo Engenheiro Técnico Civil (título profissional oficial e legalmente atribuído) e Diplomado pelo Instituto Superior de Engenharia de Coimbra (ISEC), um curso superior de nível universitário (Politécnico) de 4 anos, e encontrando-se inscrito na Ordem dos Engenheiros Técnicos (OET), a sua actividade profissional desenvolvida nesse âmbito, é e foi perfeitamente legal.

#### Comercial
Tornou-se sócio, com Armando Vara, da Sociedade de Venda de Combustíveis Lda. (Sovenco), sediada na Reboleira, Amadora, e está registado na matrícula da sociedade, feita em 1990. Mas a aventura empresarial de Sócrates foi curta - durou menos de um ano.

### Clube Bilderberg
Em junho de 2004, José Sócrates participou do encontro do Clube de Bilderberg realizado em Stresa, Itália.

### Política
A carreira política de Sócrates iniciou-se logo após a Revolução dos Cravos em 1974. Foi um membro-fundador da Juventude Social Democrata (JSD), sector juvenil do Partido Social Democrata da Covilhã, de onde saiu, logo no ano seguinte, em razão dos estudos em Coimbra. Em 1981, mudou a filiação política, do Partido Social Democrata para o Partido Socialista (PS). Já no Partido Socialista, ao qual se filiou e esteve até 2018, tornou-se em 1983 presidente da Concelhia da Covilhã e presidente da federação distrital de Castelo Branco, cargo que ocupou de 1986 a 1995. José Sócrates foi admitido como "engenheiro técnico" pela Câmara da Covilhã. Em julho de 2013, pediu a exoneração dessa função dos quadros da Câmara Municipal da Covilhã, embora já lá não trabalhasse, de facto, há mais de duas décadas: esteve requisitado enquanto ocupou funções governativas e em regime de licença sem vencimento desde que deixou o Governo, em Julho de 2011.
Em 1987, foi eleito pela primeira vez deputado à Assembleia da República, a representar o distrito de Castelo Branco. A sua primeira intervenção enquanto deputado numa questão de âmbito nacional consistiu na defesa de projecto-lei a legalizar a possibilidade da prática do nudismo no País.
De 1989 a 1996, atuou como membro da Assembleia Municipal da Covilhã. Serviu como porta-voz de assuntos ambientais do Partido Socialista de 1991 a 1995. Em 1991, a sua personalidade como deputado chamou a atenção dos dirigentes do partido e passou a integrar o Secretariado Nacional do Partido Socialista. Em 1995, tornou-se membro do primeiro Governo de António Guterres, a ocupar o cargo de Secretário de Estado Adjunto do ministro do Ambiente. Em 1997, tornou-se ministro-adjunto do primeiro-ministro, com as tutelas da Toxicodependência, Juventude e Desporto. Foi nessa qualidade, que se tornou num dos impulsionadores e organizadores da realização em Portugal, do Euro 2004.
Em outubro de 1999, já no segundo Governo de António Guterres, transitou para a pasta de ministro do Ambiente e do Ordenamento do Território, cargo que ocupou até à tomada de posse do XV Governo Constitucional, em Abril de 2002. Entretanto, tornou-se comentador político na RTP1 a par de Pedro Santana Lopes. Enquanto ministro, foi protagonista de diversas polémicas, como a questão da co-incineração de resíduos tóxicos e o licenciamento do Freeport, o maior "outlet" a céu aberto da Península Ibérica.
Em 2002, com a vitória do Partido Social Democrata nas Eleições Legislativas (vencida por José Manuel Durão Barroso), Sócrates regressa à Assembleia da República na condição de deputado, como o membro da oposição no Parlamento Português. Ao mesmo tempo, torna-se comentador político no programa de análise política com Pedro Santana Lopes, num dos canais da televisão estatal, a Radiotelevisão Portuguesa (RTP). Após a demissão de Ferro Rodrigues, como líder do partido em 2004, Sócrates vence a eleição para o cargo de secretário-geral, por larga maioria, as eleições para a Direcção do PS, ao derrotar Manuel Alegre e João Soares, por quase 80% dos votos dos membros do partido em 24 de Setembro de 2004.
Após a vitória do seu partido nas Eleições Portuguesas de 2005, Sócrates foi chamado pelo presidente Jorge Sampaio para formar um novo governo, o XVII Governo Constitucional (após 1976). Após a eleição legislativa portuguesa, realizada em 27 de Setembro de 2009, José Sócrates foi eleito para um segundo mandato como primeiro-ministro de Portugal. Ele também foi membro do Conselho de Estado Português por inerência, como primeiro-ministro.
Em maio de 2018, José Sócrates deixou o Partido Socialista, depois de ser duramente criticado pelo líder parlamentar do partido, Carlos César, e pelo porta-voz do PS, João Galamba, entre outros expoentes socialistas. Sócrates considerou ter sofrido "uma espécie de condenação sem julgamento".

### Carreira pós-politica
De 1.º de janeiro 2013 a 25 de novembro de 2014, Sócrates foi Presidente do Conselho Consultivo da farmacêutica suíça Octapharma, para a América Latina. Posteriormente, declarou que, se não tivesse sido detido e impedido de trabalhar, teria ganho ordenados suficientes para pagar a sua dívida a Carlos Santos Silva.
Entre abril de 2013 e novembro de 2014, também voltou a trabalhar como comentador político num programa dominical de 25 minutos da RTP1. Mas o programa foi suspenso aquando da sua detenção.

## Primeiro-ministro
No começo de 2005, José Sócrates se apresenta como cabeça de lista pelo distrito de Castelo Branco pelo PS. Ganhou a eleição com maioria absoluta.
Em 24 de Fevereiro, nas eleições legislativas de 2005, ganhou as eleições com maioria absoluta, tornando-se apto para assumir o cargo de primeiro-ministro de Portugal. Em 25 de Fevereiro, foi chamado pelo Presidente da República, Jorge Sampaio, a formar um novo governo com o parlamento recém-eleito. A 21 de Abril desse ano foi agraciado com a Grã-Cruz da Ordem do Infante D. Henrique. Sócrates e o primeiro governo (XVII Governo Constitucional) tomaram posse em 12 de Março do mesmo ano.
Após as eleições legislativas de 2009, realizadas em 27 de Setembro de 2009, José Sócrates foi eleito para um segundo mandato como primeiro-ministro de Portugal. O novo governo (XVIII Governo Constitucional) foi empossado em 26 de Outubro do mesmo ano. Depois perder as eleições legislativas de 2011, realizadas em 5 de Junho de 2011, José Sócrates recusou o lugar de deputado e afastou-se da liderança do PS na noite das eleições.

### XVII e XVIII Governos Constitucionais
| Ministério                                  | Ministros                    | Duração     |
| ------------------------------------------- | ---------------------------- | ----------- |
| Administração Interna                       | António Costa                | 2005 - 2007 |
| Administração Interna                       | Rui Pereira                  | 2007 - 2011 |
| Negócios Estrangeiros                       | Diogo Freitas do Amaral      | 2005 - 2006 |
| Negócios Estrangeiros                       | Luís Amado                   | 2006 - 2011 |
| Finanças e Administração Pública            | Luís Campos e Cunha          | 2005        |
| Finanças e Administração Pública            | Fernando Teixeira dos Santos | 2005 - 2011 |
| Presidência do Conselho de Ministros        | Pedro Silva Pereira          | 2005 - 2011 |
| Defesa Nacional                             | Luís Amado                   | 2005 - 2006 |
| Defesa Nacional                             | Nuno Severiano Teixeira      | 2006 - 2009 |
| Defesa Nacional                             | Augusto Santos Silva         | 2009 - 2011 |
| Justiça                                     | Alberto Costa                | 2005 - 2009 |
| Justiça                                     | Alberto Martins              | 2009 - 2011 |
| Ambiente e Ordenamento do Território        | Francisco Nunes Correia      | 2005 - 2009 |
| Ambiente e Ordenamento do Território        | Dulce Pássaro                | 2009 - 2011 |
| Economia, Inovação e Desenvolvimento        | Manuel Pinho                 | 2005 - 2009 |
| Economia, Inovação e Desenvolvimento        | Fernando Teixeira dos Santos | 2009        |
| Economia, Inovação e Desenvolvimento        | José Vieira da Silva         | 2009 - 2011 |
| Agricultura, Desenvolvimento Rural e Pescas | Jaime Silva                  | 2005 - 2009 |
| Agricultura, Desenvolvimento Rural e Pescas | António Serrano              | 2009 - 2011 |
| Obras Públicas, Transportes e Comunicações  | Mário Lino                   | 2005 - 2009 |
| Obras Públicas, Transportes e Comunicações  | António Mendonça             | 2009 - 2011 |
| Trabalho e Solidariedade Social             | José Vieira da Silva         | 2005 - 2009 |
| Trabalho e Solidariedade Social             | Helena André                 | 2009 - 2011 |
| Saúde                                       | António Correia de Campos    | 2005 - 2008 |
| Saúde                                       | Ana Jorge                    | 2008 - 2011 |
| Educação                                    | Maria de Lurdes Rodrigues    | 2005 - 2009 |
| Educação                                    | Isabel Alçada                | 2009 - 2011 |
| Ciência, Tecnologia e Ensino Superior       | Mariano Gago                 | 2005 - 2011 |
| Cultura                                     | Isabel Pires de Lima         | 2005 - 2008 |
| Cultura                                     | José António Pinto Ribeiro   | 2008 - 2009 |
| Cultura                                     | Gabriela Canavilhas          | 2009 - 2011 |
| Assuntos Parlamentares                      | Augusto Santos Silva         | 2005 - 2009 |
| Assuntos Parlamentares                      | Jorge Lacão                  | 2009 - 2011 |

### Governo

#### Reformas administrativas

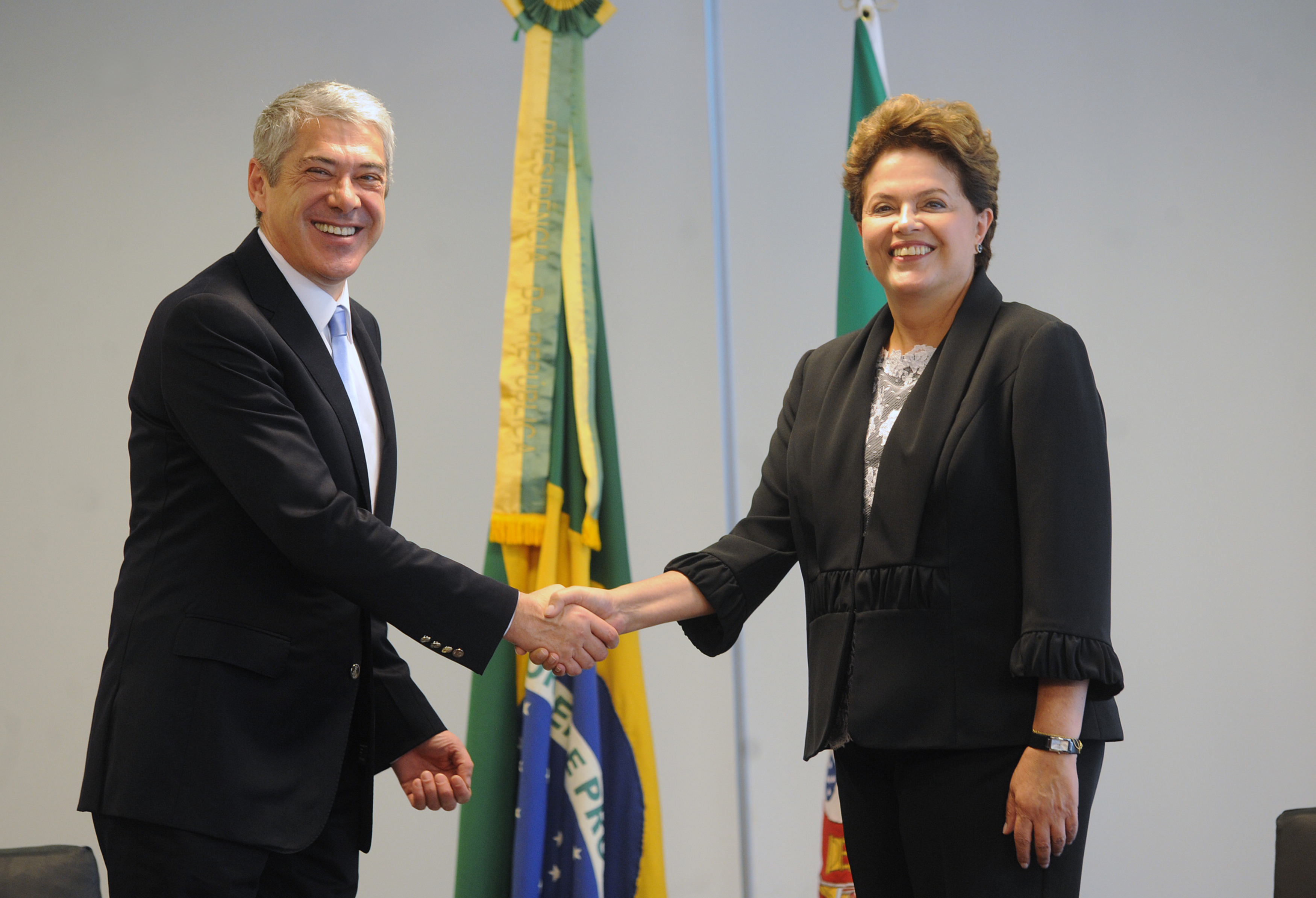
José Sócrates e a Presidente do Brasil, Dilma Rousseff, em 2011.

O XVII Governo Constitucional, governo liderado por José Sócrates, tentou criar novas regras e implementar reformas a visar uma melhor eficiência e racionalizar a alocacção de recursos no sector público, a combater excesso no sector público (excedentários) e redução da burocracia para os cidadãos e empresas (p. ex.: Empresa na Hora, PRACE, Programa de Reestruturação da Administração Central do Estado, e SIMPLEX, Programa de Simplificação Administrativa e Legislativa), entre outros.[carece de fontes?]
Desde o XVII Governo Constitucional (com o governo de José Sócrates como primeiro-ministro e Teixeira dos Santos como Ministro das Finanças) a política fiscal de Portugal melhorou com um aumento constante do número de contribuintes e do crescimento da quantidade de recebimento das propinas (impostos) do Estado. Contudo, estas políticas tiveram pouco efeito e a dívida pública do país e déficites ambos a estar fora de controlo até 2010, juntamente com uma taxa de desemprego recorde.
João Bilhim dirigiu em 2005, a comissão responsável pelo Programa de Reestruturação da Administração Central do Estado (PRACE), mas dizia-se desiludido com os resultados. Diversas reformas e medidas implementadas entre 2006 a 2007 pelo XVII Governo Constitucional (liderado pelo Governo de José Sócrates), resultou em uma melhor sustentabilidade social do sistema financeiro, mas as expectativas de renda reduzida dos futuros pensionistas foram de até 40%. Além disso, as pessoas economicamente activas devem trabalhar por mais anos antes da aposentadoria do que o anteriormente.
O factor de sustentabilidade também foi introduzida, dando aos funcionários a opção de trabalhar mais tempo ou receber pensões ligeiramente mais baixas, como aumentar a vida previsões expectativa. Após o referendo da regionalização Português de 1998, onde o "Não" à regionalização do país em sete regiões foi vitorioso, o XVII Governo Constitucional anunciou em Janeiro de 2009, a sua firme intenção de começar de novo o processo de regionalização para Portugal. De acordo com esse projeto governamental, em Portugal continental deve ser regionalizada de jure em cinco regiões, com uma vasta gama de autonomia administrativa, a usar o já estabelecido no Sistema NUTS 2: Alentejo, Algarve, Centro, Lisboa e Norte. A transformação da administração pública portuguesa a partir da tradicional um para uma informação tecnológica, baseada em serviço multiplataforma de informação, foi elogiada pela Comissão Europeia através do seu índice de referência da União Europeia para o sector, que colocou Portugal na primeira posição consecutiva do ranking em 2009 e 2010.

#### Plano tecnológico
Umas das principais políticas do governo foram o Plano Tecnológico, com o objectivo de aumentar a vantagem competitiva de Portugal através da modernização da economia do País. O plano consistia em três áreas principais: conhecimento, tecnologia e inovação. A meta do governo era de modernização da economia portuguesa, concentrando os seus esforços e investimentos nessas três áreas-chave.
Um netbook da Intel de baixo custo para o uso de crianças anunciado pelo gabinete do Governo Sócrates, a chamar de Magalhães (depois Fernão de Magalhães) e embalado e montado para as crianças portuguesas em idade escolar e de baixa e média renda no mercado de exportação da economia pela empresa portuguesa J.P. Sá Couto, com sede em Matosinhos, na Região Norte, estava entre as inovações do governo no âmbito da política do Plano Tecnológico.
Outros esforços governamentais em relação à realização do Plano Tecnológico do governo era o estado de suporte fornecido a uma fábrica portuguesa da Alemanha para semicondutores da empresa Qimonda AG, em Vila do Conde, Região Norte, quando a empresa-mãe entrou com um pedido de falência no tribunal localizado em Munique, na Alemanha, no início de 2009. Qimonda Portugal foi na época um dos principais exportadores portugueses de tecnologia líquida.
O Painel da Inovação Europeu de 2010, colocou Portugal na 15.ª posição de inovação, com um impressionante aumento das despesas de inovação e de saída.

#### Reformas na Educação

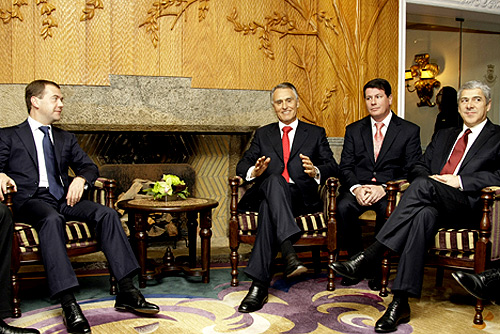
José Sócrates e Cavaco Silva com Dmitry Medvedev, em Lisboa

O governo alocou mais recursos para a política de educação e reorganizou o sector a visar uma maior escolha e melhor qualidade no ensino técnico profissional. Aumentada e melhorada a programas de educação profissional técnica, quando implementada em 2007, em um esforço para revitalizar esse sector, que tinha sido quase interrompido após a Revolução dos Cravos de 1974. Outras reformas do ensino não incluídas mais apoio financeiro para estudantes (em todos os níveis de ensino), ensino e avaliação sistemática da escola, o fechamento obrigatório de algumas problemáticas instituições de ensino superior privado (como a Universidade Independente e da Universidade Moderna) pelo ministro da Ciência, Tecnologia e Ensino Superior, Mariano Gago, e uma vontade de classificar e comparar instituições de ensino superior através de uma agência estatal recém-criada (a Agência de Acreditação e Avaliação do Ensino Superior). Durante o XVII Governo Constitucional, o pan-europeu Processo de Bolonha foi plenamente implementado em Portugal.
Por outro lado, o governo criou uma política de certificação e à equivalência de habilitações de adultos com baixos níveis de educação formal que querem uma 4.ª, 6.ª, 9.ª ou 12.ª ano de equivalência, sem voltar para a escola (por exemplo, através deste processo, chamado de Novas Oportunidades, adultos (18 anos de idade ou mais) com o 9.º ano pode ser concedida uma equivalência ao 12.º ano, após um processo que vão desde um programa de tempo parcial de 3 meses ou 1 dia por semana 8 meses do programa, aqueles que têm menos de 9.º ano em um programa semelhante para obter a certificação do 9.º ano e pode então aplicar o programa do 12.º ano). Os currículos não incluem qualquer disciplina da escola clássica de alta ou de um processo de exame tradicional. Estes diplomas são concedidos com base na experiência da vida vagamente interpretado. Alguns críticos afirmaram que esta política foi um esforço para compensar os pobres indicadores estatísticos nacionais sobre educação, com pouco impacto sobre a qualidade de qualificação da força de trabalho de Portugal no contexto da União Europeia.
De acordo com o Programme for International Student Assessment (PISA), ou Programa pela Avaliação Internacional dos Estudantes, da OCDE, a média de 15 anos do estudante português foi durante muitos anos subestimada e o baixo desempenho em termos de literacia em leitura, matemática e conhecimento científico nos países da OCDE, quase empata com o italiano e um pouco acima dos de países como a Grécia, Turquia e México. No entanto, desde 2010, os resultados da PISA para alunos portugueses melhoraram dramaticamente. O relatório PISA 2009 afirma que a média de 15 anos do estudante português, quando avaliado em termos de leitura, matemática e conhecimentos da ciência, são colocados no mesmo nível que os estudantes dos Estados Unidos, Suécia, Alemanha, Irlanda, França, Dinamarca, Reino Unido, Hungria e Formosa (Taiwan), com 489 pontos (493 é a média). No entanto, algumas semanas depois, o Ministério da Educação anunciou o relatório de 2010 publicado pelo Gabinete de Avaliação do Ministério da Educação (GAVE), que criticou os resultados do relatório da PISA 2009 e alegou que o estudante adolescente médio português acumulou profundas desvantagens em termos de expressão, comunicação e lógica, bem como um baixo desempenho quando solicitado a resolver os problemas.

#### A desenvolver transportes
José Sócrates e a equipa de governo apoiaram a decisão de construir novo transporte de infraestructura com um novo aeroporto para Lisboa e a rede TGV. Durante os primeiros meses do governo do primeiro-ministro, José Sócrates insistiu que a única opção do país é o novo aeroporto em Ota, região norte de Lisboa. Mas um lobby poderoso, liderado por chefões de negócios locais e dado o imprimatur do presidente Aníbal Cavaco Silva, forçou Governo de Sócrates a reverter, trazendo um local alternativo para o novo aeroporto: na área militar da Força Aérea Portuguesa em Alcochete, leste de Lisboa. Um estudo encomendado por um grupo de empresários, disse que o local do Alcochete permite poupar os contribuintes, tanto quanto 3 mil milhões de euros em custos de construção e ter menor impacto ambiental. O governo argumentou que a Ota era uma peça-chave de sua estratégia global de transportes, que inclui linhas ferroviárias de alta velocidade para a Espanha, mas mesmo assim reconheceu que o projeto não foi concluído e que um debate sobre os prós e contras de ambos os locais valia a pena. Então, o governo encomendou um estudo técnico para a engenharia civil estatal (Laboratório Nacional de Engenharia Civil) uma comparação entre os dois locais. Na sequência das conclusões do estudo, em 10 de Janeiro de 2008, José Sócrates anunciou a opção de Alcochete como a opção mais racional para um novo aeroporto para Lisboa.

#### Outros
Em 2007, o XVII Governo Constitucional, liderado por José Sócrates, legalizou o aborto em Portugal, depois de um referendo, o segundo sobre o assunto. Os eleitores foram chamados a responder à seguinte questão: "Concorda com a despenalização da interrupção voluntária da gravidez, se realizada, por opção da mulher, nas primeiras dez semanas, em estabelecimento de saúde legalmente autorizado?" Apesar da afluência às urnas para um referendo ser demasiado baixa (40%, 50% necessário) para ser juridicamente vinculativo, José Sócrates disse: "O nosso interesse é combater o aborto clandestino e nós temos que produzir uma lei que respeite o resultado do referendo". Este gabinete do governo socialista anunciou também a sua intenção de legalizar o casamento entre pessoas do mesmo sexo em algum momento durante o seu mandato. O casamento homossexual em Portugal foi legalizado em 17 de Maio de 2010.
Além disso, em Abril de 2009, através do Decreto-Lei n.º 91/2009, os direitos dos pais e mães gualaram-se nos termos da lei (ver também os direitos dos pais).
Após um aumento acentuado da taxa de crimes violentos em Portugal tolerada durante o XVII Governo Constitucional (2005-2009), o Ministro da Administração Interna, Rui Pereira, anunciou em Fevereiro de 2009, a expansão da força policial, através do recrutamento de 2000 novos policias, 7000 novas armas de ponta da polícia, 1000 coletes à prova de balas, entre outras medidas.
Até 2010, para as acções detidas por mais de 12 meses o ganho de capital é isento. O ganho de capital de ações detidas por períodos mais curtos de tempo foi passivo em 10%. A partir de 2010, para os moradores, todas as mais-valias de acções e outros activos acima de 500 euros são tributados em 20%. Os fundos de investimento, os bancos e as corporações estão, em geral, isentos de imposto de ganho de capital sobre o stock.

#### Presidência do Conselho da União Europeia

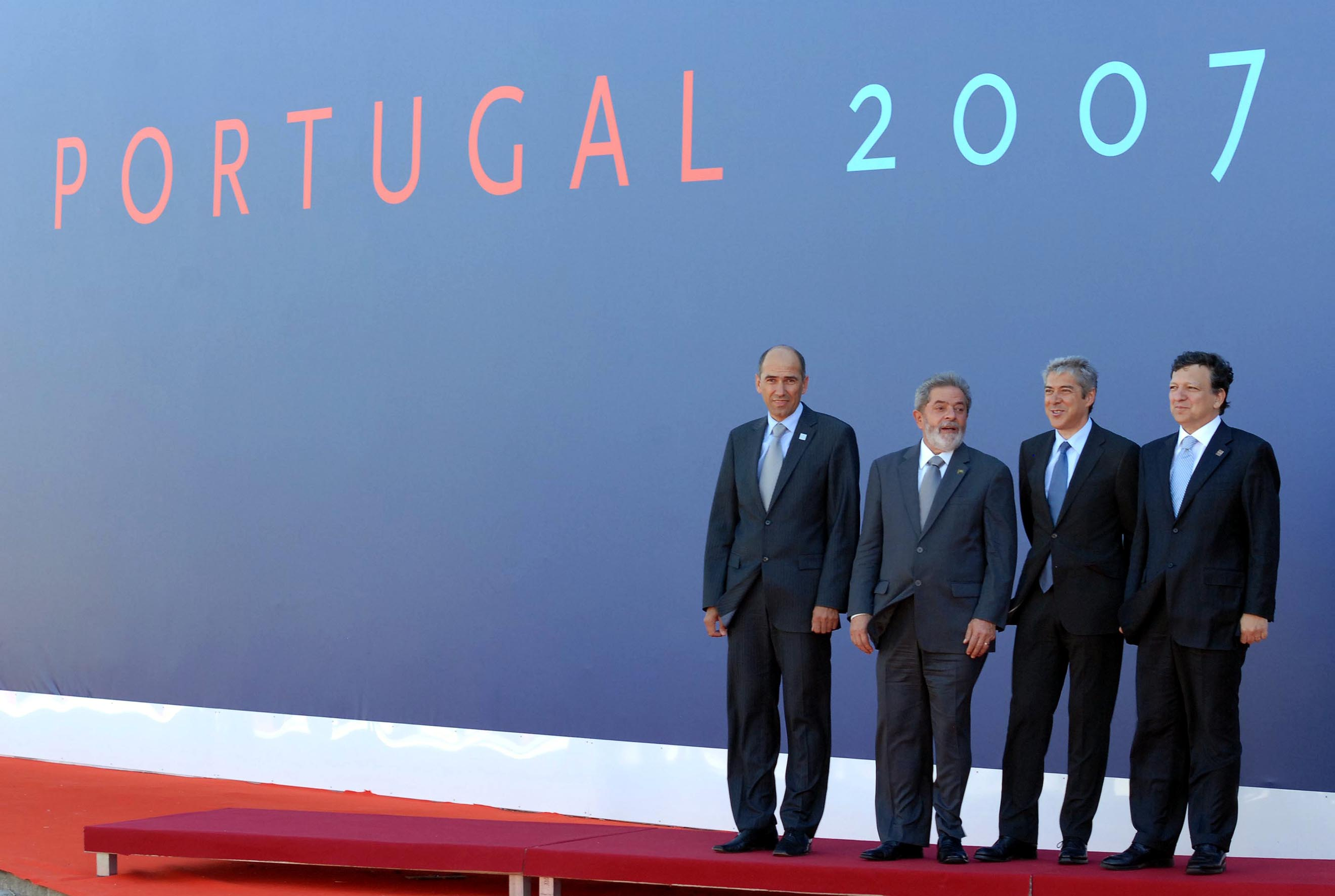
Janez Janša, Lula, José Sócrates e José Manuel Barroso, durante a conferência da União Europeia-Brasil (UE-Brasil) em Lisboa, Portugal, em 2007.

José Sócrates, na qualidade de primeiro-ministro de Portugal, presidiu a Presidência rotativa do Conselho da União Europeia para o período 1 de Julho-31 de Dezembro de 2007. Neste posto, Sócrates e a equipa centrou-se nas relações UE-Brasil, a 1.ª Reunião (no Brasil) ou Cimeira (em Portugal) UE-Brasil, e UE-União Africana, a Reunião (no Brasil) ou Cimeira (em Portugal) UE-África, bem como na aprovação do Tratado de Lisboa. Durante a presidência rotativa de Sócrates, foi assinado por todos os 27 Estados-membros da União, o Tratado de Lisboa. Ficou para a História o seu comentário feito logo após a assinatura: Porreiro, pá!. O Parlamento Português votou em ratificar o Tratado de Lisboa, em 23 de Abril de 2008. Porém, o Tratado foi reprovado em referendo no dia 12 de Junho do mesmo ano pela Irlanda. Depois do referendo irlandês, o primeiro-ministro José Sócrates disse que viu o "não" irlandês ao tratado como uma "derrota pessoal" depois que foi assinado pelos líderes europeus na Capital Portuguesa. Um segundo referendo realizou-se na Irlanda em 2009 e o resultado foi a aprovação do Tratado de Lisboa por todos os estados membros da UE, incluindo a própria Irlanda.

#### Crise económica
De 2005 a 2010, o gabinete de José Sócrates enfrentou desafios crescentes devido às crises econômica e financeira. A crise da dívida soberana da Europa e da economia portuguesa levou a enormes déficites e desemprego galopante em Portugal. Os mercados financeiros internacionais levaram o Governo Português, como outros governos europeus, para fazer mudanças radicais na política económica.
Assim, em Setembro de 2010, o Governo Português anunciou um pacote de austeridade moderada aos outros seguintes parceiros da Zona do Euro, com o objetivo de reduzir pela metade o déficit orçamentário até 2011 com uma série de aumentos de impostos e cortes de salário para servidores públicos.
Em 2009, o déficit havia sido de 9,4 por cento, uma das mais elevadas da zona euro e meio acima do pacto de estabilidade e crescimento (PEC) da União Europeia do limite de três por cento. O Governo Português antes estimou em 2011 um défice de 5,1 por cento, mas uma crescente crise provocada por despesa orçamental crônica, dívidas enormes e os problemas do défice, forçou Portugal a tomar medidas ainda mais difíceis.
Em setembro, a pressão do FMI, o Ecofin, a OCDE e o principal partido da oposição, forçou o gabinete de Sócrates a aprovar os pacotes sucessivos de medidas de austeridade radical, ao contrário do que havia prometido durante as campanhas eleitorais anteriores.
Um relatório publicado em Janeiro de 2011 pelo Diário de Notícias, um dos principais jornais portugueses, demonstrou que no período entre a Revolução dos Cravos em 1974 e 2010, os governos democráticos da República Portuguesa têm incentivado sobre as despesas e as bolhas de investimento por meio das obscuras parcerias público-privadas, financiamento das numerosas ineficazes e desnecessárias consultorias externas e comissões e empresas, a permitir a considerável derrapagem em estado de gestão de obras públicas, a inflar prémios oficiais de gestão e topo da liderança e salários, persistente e duradoura política de contratação que aumenta o número de funcionários públicos despedidos, juntamente com a ajuda de risco de crédito, a criação de dívida pública e má estruturada estrutural e coesão dos fundos europeus em quase quatro décadas, que o gabinete de Sócrates não foi capaz de prever ou prevenir em primeira mão em 2005 e posteriormente, foi incapaz de fazer qualquer coisa para remediar a situação quando o país estava à beira da falência em 2011.
O défice mais alto de que há registo nas contas públicas foi o de 2010, em que o Governo de José Sócrates deixou um saldo negativo de 11,2% do PIB.

#### Funções governamentais
- de 26 de Outubro de 2009 a 21 de Junho de 2011 - Primeiro-Ministro do XVIII Governo Constitucional
- de 1 de Julho de 2007 a 31 de Dezembro de 2007 - Presidente do Conselho Europeu
- de 12 de Março de 2005 a 26 de Outubro de 2009 - Primeiro-Ministro do XVII Governo Constitucional
- de 23 de Janeiro de 2002 a 6 de Abril de 2002 - Ministro do Equipamento Social do XIV Governo Constitucional
- de 25 de Outubro de 1999 a 6 de Abril de 2002 - Ministro do Ambiente e do Ordenamento do Território do XIV Governo Constitucional
- de 25 de Novembro de 1997 a 25 de Outubro de 1999 - Ministro-Adjunto do Primeiro-Ministro do XIII Governo Constitucional
- de 30 de Outubro de 1995 a 25 de Novembro de 1997 - Secretário de Estado Adjunto do Ministro do Ambiente do XIII Governo Constitucional

### Demissão em 2011
Na noite do dia 22 de Março de 2011, os deputados da Assembleia da República rejeitaram o projecto do IV Programa de Estabilidade e Crescimento (PEC) proposto por José Sócrates para combate à recessão económica, o que obrigou a pedir resgate ao Fundo Europeu de Estabilização Financeira (FEEF), como ocorreu de facto na Irlanda e Grécia. Na manhã do dia de 23 de Março, José Sócrates apresentou o pedido de demissão ao cargo de primeiro-ministro da Nação ao Presidente da República, Aníbal Cavaco Silva.
No entanto, esse pedido não significa que Sócrates tenha deixado o cargo de imediato, como ocorre em países de república parlamentar, apenas fez com que permanecesse no cargo como "primeiro-ministro demissionário". Desde então, de imediato, os partidos políticos articularam-se para entrar na disputa eleitoral. As Eleições legislativas portuguesas de 2011 foram marcadas pelo Presidente Aníbal Cavaco Silva para 5 de Junho (em Portugal, regime semipresidencialista, o Presidente não governa, mas tem pleno poder de dissolver o Parlamento a qualquer momento). Sócrates foi derrotado nessas eleições, tendo-o substituído como primeiro-ministro Pedro Passos Coelho, que tomou posse a 21 de Junho de 2011.
No final de 2011, a dívida pública de Portugal havia atingido os 107,8% do Produto Interno Bruto, em contraste com os 67,1% do final de 2004.
Em 2016, requereu a subvenção vitalícia da Caixa Geral de Aposentações, no valor bruto de 2.372€00 euros mensais, pelos 18 anos de funções políticas, e conseguiu recebê-la com efeitos retroativos, até ao momento em que deixou de ser primeiro-ministro, em 2011. No entanto, em 2020, perdeu o direito a receber a totalidade da subvenção por ter começado a trabalhar como consultor, no setor privado, auferindo salário superior a 3.700 euros por mês.

## Condecorações
Recebeu as seguintes condecorações:
- Grã-Cruz da Ordem do Infante D. Henrique de Portugal (21 de Abril de 2005)
- 1.ª Classe da Ordem da Estrela Branca da Estónia (20 de Fevereiro de 2006)
- Grã-Cruz da Ordem da Estrela da Jordânia (28 de Maio de 2009)
- Grã-Cruz da Ordem do Mérito Real da Noruega (25 de Setembro de 2009)
- Grã-Cruz da Ordem do Mérito do Chile (31 de Agosto de 2010)
- Cavaleiro de Grã-Cruz da Pontifícia Ordem Equestre de São Gregório Magno do Vaticano ou da Santa Sé (3 de Setembro de 2010)
- Grã-Cruz da Ordem Pro Merito Melitensi da Ordem Soberana e Militar Hospitalária de São João de Jerusalém, de Rodes e de Malta (23 de Novembro de 2010)
- Grã-Cruz da Ordem da Coroa de Carvalho do Luxemburgo (6 de Dezembro de 2010)

## Sátiras
José Sócrates foi frequentemente satirizado no decurso do seu governo e depois do mesmo.

### Contra Informação
A série Contra Informação criou a personagem "José Trocas-te" inspirada em Sócrates.

#### Polémica gafe
Aquando da apresentação da Estratégia Nacional para a Energia até 2020 durante a festa do 5.º Aniversário do "Contra Informação" a uma Terça-Feira, 16 de Março de 2010, José Sócrates foi apresentado pelo speaker, a uma audiência de 200 pessoas no Pavilhão de Portugal, em Santa Maria dos Olivais, Lisboa, com o nome do seu boneco no programa, "José Trocas-te", lapso que, em vez de acrescentar entusiasmo, acrescentou um ar profundamente irritado às palavras do seu discurso. O autor da gafe, Paulo Gomes, que dá voz aos bonecos do "Contra Informação", e que nem sequer se apercebera da troca que fez dos nomes, veio a pedir desculpa. Os responsáveis da Brandia, agência que preparou a logística da apresentação da Estratégia Nacional para a Energia até 2020, ficaram espantados. "É um profissional credenciado, já foi contratado por nós para outros serviços, com presença do primeiro-ministro, e tudo correu bem." Um dado trágico pode explicar a gafe: na véspera da cerimónia, faleceu um familiar próximo de Paulo Gomes. "Ele não teve tempo para arranjar um substituto", disse fonte da Brandia.

### Gato Fedorento
José Sócrates foi frequentemente satirizado pelo grupo humorístico Gato Fedorento, sendo a sua personagem representada por Ricardo Araújo Pereira.

### "O Cão de Sócrates"
Um livro sarcástico escrito sobre si, O Cão de Sócrates, da autoria de António Ribeiro (pseudónimo do autor), do qual resultou, também, um blogue de continuação que teve curta duração, e do qual existem, todavia, uma página no Facebook, e um perfil no Twitter, foi um grande êxito em Portugal e chegou a ser tema em grandes jornais europeus.

## Controvérsias
Desde que assumiu o mandato de primeiro-ministro em 2005, José Sócrates foi alvo de diversas denúncias durante o mandato e depois dele.

### Caso Sócrates-Independente
Em Março de 2007, a Universidade Independente (UnI), uma universidade privada em Lisboa, foi colocada sob investigação por alegadas irregularidades em diversas matérias. As autoridades investigaram suspeitas de falsificações e irregularidades em torno das centenas de licenciaturas dos alunos da Universidade Independente. Entre os formandos estava José Sócrates, sobre quem não havia ainda suspeitas.
No mesmo mês, o grau de licenciatura de Sócrates em engenharia civil pela Universidade Independente foi posto sob enorme escrutínio público. Jornalistas descobriram que os títulos emitidos não seguiram o procedimento e que quatro das cinco disciplinas académicas foram lecionadas na universidade pelo mesmo professor, António José Morais, indicado pelo governo socialista. A quinta disciplina acadêmica, "inglês técnico" foi dada pelo reitor da Independente. Um forte caso foi construído relacionado com as possíveis falsas declarações de José Sócrates sobre o seu grau universitário e sobre a maneira como ele foi agraciado com este grau em engenharia civil. Entre outras questões, o grau da Independente de engenharia civil não era um grau aceitável, um departamento de engenharia civil ainda não foi estabelecido naquela universidade, um exame foi enviado por fax e o diploma de Sócrates foi emitido num Domingo, dia 8 de Abril, um dia em que a universidade estava sempre fechada.
Alguns profissionais dos média portugueses afirmam que Sócrates ou membros de sua equipa, através de telefonemas, ameaçaram tomar medidas judiciais contra jornalistas e tentaram parar as reportagens sobre o grau de licenciatura atribuída pela UnI. Em 9 de Abril de 2007, a Universidade Independente foi fechada por oficiais do governo depois de uma investigação relatar várias irregularidades graves na execução desta universidade privada.
Sob forte pressão, Sócrates providenciou a versão dos factos na quarta-feira dia 11 de Abril, numa entrevista transmitida ao vivo no canal de televisão RTP 1 e na rádio RDP. O primeiro-ministro declarou que não foi favorecido pela Universidade Independente na obtenção do grau, declarou que tinha sido alvo de "acusações maliciosas" e defendeu a autenticidade do diploma, embora admitindo que não é um engenheiro civil pleno.
Na sua biografia no sítio (site) oficial do Governo Português José Sócrates afirma já ter obtido a qualificação de engenheiro. Mais tarde, ele admitiu que este fosse um "lapso" e no sítio do governo alterou o seu CV (curiculum vitae), mudando "engenheiro civil" para "diploma em engenharia civil". No interesse da verdade, ele deve usar "licenciado em engenharia civil" em vez de "engenheiro". Antes que lhe tivesse sido concedido o grau, ele se apresentou como um "engenheiro", quando ele era apenas um "engenheiro técnico". Documentos do Parlamento Português, com informações oficiais sobre os dados pessoais de Sócrates foram encontrados para provar tais inconsistências.
Sócrates e sua equipa responderam afirmando que provavelmente foi um mal-entendido dos serviços parlamentares. Depois de ter o diploma de "licenciatura", ele usou o título de "engenheiro" em vários documentos oficiais, apesar do facto de que seu diploma não aceitável em engenharia civil pela Universidade Independente não era legalmente reconhecido para permitir a utilização do título de "engenheiro", uma profissão que é regulamentada em Portugal pela Ordem dos Engenheiros.
José Sócrates foi duramente criticado por membros da oposição democrática no Parlamento de Portugal sobre ambas as questões comprovadas e não comprovadas relacionadas com esta controvérsia. Nicolau Santos, jornalista de televisão e diretor do jornal Expresso, criticou a série de controvérsias de fait divers publicados no Público e afirmou que, apesar da ampla cobertura de informações, a investigação conduzida pelo Público leva a uma "conclusão não definitiva" e pode estar relacionada com outras questões. No mesmo tom, várias outras personalidades da média, como o jornalista Ricardo Costa da SIC Notícias, também sugeriram de forma controversa que a empresa SONAE, empresa controladora do jornal Público, estava por detrás do início da polémica, devido a uma oferta pública de aquisição falhada com a maior operadora de telecomunicações portuguesa, a Portugal Telecom.
A complexidade de oferta pública envolvendo a maior operadora de telecomunicações portuguesa, provocou a intervenção do Estado através da Autoridade da Concorrência.
Verificou-se que um amigo próximo de Sócrates, Armando Vara, também foi premiado com um diploma pela Universidade Independente dias antes de ele ser nomeado para um cargo de administração elevado na estatal Caixa Geral de Depósitos, que por sua vez foi estritamente aberto a candidatos detentores de pelo menos um grau académico em qualquer disciplina.
A 17 de dezembro de 2015, as equivalências de José Sócrates na Universidade Independente foram consideradas nulas por Despacho do Ministério Público, o qual mantém, contudo, o título de engenheiro, alegando que o princípio de segurança jurídica se sobrepõe ao princípio da legalidade, em virtude de muitos outros estudantes da Universidade Independente que se encontram na mesma situação de José Sócrates poderem ver "cassados os seus diplomas".

### Caso Sócrates-Wikipédia
Em 17 de Agosto de 2007, uma nova controvérsia surgiu após a descoberta de que um computador do governo foi usado para remover todas as referências ao caso Sócrates-Independente da Wikipédia em versão portuguesa na biografia de José Sócrates.
O computador específico do governo é apenas uma entre as várias dezenas de faixas de IPs incluídas nos serviços de informática do Estado.

### ComputadorMagalhães
De baixo custo da Intel Classmate PC baseado no netbook para uso das crianças, anunciado e patrocinado pelo gabinete de Sócrates, chamado Magalhães (em homenagem a Fernão de Magalhães), montado pela empresa portuguesa J.P. Sá Couto, esteve no centro de uma controvérsia em 7 de Outubro de 2008, quando a empresa era suspeita de fraude fiscal de 5 000 000 de euros.
J.P. Sá Couto rejeitou todas as acusações relativas à alegada fraude fiscal dentro da empresa. Outras controvérsias a respeito do computador Magalhães foram questões jurídicas sobre o procedimento de contratação pública previsto no acordo entre o Governo e a empresa J.P. Sá Couto. O caso levou a uma investigação que levantou outras questões semelhantes, envolvendo outros acordos governamentais e contratos públicos.

### Uso das línguas estrangeiras
Sócrates foi criticado pela sua baixa proficiência em espanhol e inglês. Um artigo publicado no Expresso revelou a forma de ele combinar expressões em português e espanhol com um sotaque espanhol numa reunião oficial em Madrid, em vez de falar a sua língua materna, ou pelo menos tentar aprender e usar o bom espanhol.

### Caso Freeport Fashion Outlet
Em 2005, surgiram denúncias da imprensa portuguesa que José Sócrates alegadamente renunciou às restrições ambientais, na sequência da intervenção de um dos seus tios e de um primo, para conceder à empresa britânica Freeport a licença para construir o shopping Alcochete, um empório gigantesco (grande centro comercial) próximo ao Rio Tejo, desenvolvido em parte em terras protegidas fora de Lisboa, em 2002, quando era Ministro do Ambiente do gabinete do PM António Guterres. Especulou-se, tanto em livros publicados como na imprensa escrita, se o caso não teria sido politicamente instigado por um grupo de colaboradores (à cabeça, Miguel Almeida) próximos do então primeiro-ministro e candidato às eleições legislativas de 2005, Pedro Santana Lopes, com o propósito de atingir politicamente José Sócrates na sua candidatura a primeiro-ministro, em 2005. Segundo um inquérito da Polícia Judiciária, na tentativa de denegrir a imagem de José Sócrates terão participado políticos, jornalistas, um inspetor da Polícia Judiciária e um advogado.
Em janeiro de 2009, as denúncias ressurgem, envolvendo o nome de José Sócrates com o caso Freeport, com as confirmações das denúncias de 2005, agora com cobertura da imprensa portuguesa e britânica. As autoridades portuguesas, entretanto, insistiram que José Sócrates não foi objecto de inquérito, nem era um suspeito, enquanto o Serious Fraud Office do Reino Unido se recusou a confirmar a veracidade dos relatórios emanados em Portugal. José Sócrates afirmou ainda que o projecto Freeport respeitou todas as exigências legais da época. Em março de 2009, o então bastonário da Ordem dos Advogados, António Marinho e Pinto, criticou os trâmites do processo contra José Sócrates, alegando que a denúncia na origem da investigação era falsamente anónima, e que o autor da denúncia foi Zeferino Boal, militante do CDS-PP em Alcochete. Marinho e Pinto alegou também que a denúncia teria sido combinada para ser feita como (falsamente) anónima em reuniões entre inspetores da Polícia Judiciária, jornalistas e militantes do PSD e do CDS-PP.
Júlio Eduardo Coelho Monteiro (Vila Real, c. 1942), empresário e meio-tio materno de José Sócrates, disse ao jornal português Sol como ele estabeleceu o contato entre o sobrinho e os representantes da Freeport.
Num DVD na posse da Polícia britânica e lançado em Março de 2009 pela média Portuguesa, Charles Smith, um consultor contratado para tratar do licenciamento do Freeport de Alcochete, Alcochete, afirmou claramente que José Sócrates "was corrupt" ("foi corrupto", em inglês) e que ele recebeu, através do primo, dinheiro para dar luz verde ao projecto do "outlet". A gravação revelada pela TVI é apenas parte de uma conversa de 20 minutos que, juntamente com Charles Smith incluiu também João Cabral, funcionário da consultora, e Alan Perkins, director da Freeport. Foi este último que, sem o conhecimento dos outros dois, registou o evento, onde Smith e Cabral foram questionados sobre o dinheiro que deixou a empresa para ser usado para o pagamento de "luvas" ao actual primeiro-ministro. Charles Smith é um dos dois arguidos no caso Freeport, espaço comercial no processo do Freeport de Alcochete, relacionado com alegadas suspeitas de corrupção na alteração à Zona de Protecção Especial do Estuário do Tejo (ZPET) decidida três dias antes das eleições de 2002, através de um decreto-lei, quando José Sócrates era Ministro do Ambiente.
A conversa agora revelada teve lugar em 2006 com o objectivo de explicar a grande quantidade de saída de dinheiro da sede da empresa em Londres no momento da aprovação do projecto. Segundo algumas fontes contactadas de Londres pela TVI, José Sócrates continua a ser o principal suspeito da Polícia Britânica. A Polícia Britânica está agora a configurar para enviar às autoridades portuguesas os 25 volumes de toda a investigação feita neste processo, na Inglaterra. O Serious Fraud Office, que investiga graves fraudes financeiras na Inglaterra, viu a sua actividade limitada devido à falta de cooperação das autoridades portuguesas na investigação do caso. A primeira reunião oficial aconteceu somente em 17 de Novembro de 2008, em Haia, sede do Eurojust, o órgão que se destina a facilitar a cooperação judicial na União Europeia (UE). A magistrada Cândida Almeida, directora do Departamento Central de Investigação e Acção Penal (DCIAP), que coordena o departamento do Ministério Público que investiga o caso, recusou uma investigação conjunta proposta pelos ingleses. Nessa altura terá tomado conhecimento do DVD. A procuradora desvalorizou a prova, argumentando que não cabia na lei portuguesa.
O Eurojust tentou se distanciar do escândalo envolvendo seu chefe, o português José da Mota, que alegadamente colocou pressão sobre promotores a fim de impedir uma investigação sobre corrupção envolvendo José Sócrates. Dois magistrados a lidar com o caso Freeport acusaram José da Mota de ter tentado persuadi-los para a linha lateral do inquérito a pedido do primeiro-ministro português e do ministro da Justiça. O relacionamento do primeiro-ministro e do deputado Mota remonta ao final dos anos noventa, quando trabalhavam no mesmo governo, como secretários de Estado do Ambiente e da Justiça, respectivamente. Em 2002, quando o órgão da UE foi formado (Eurojust), José da Mota foi transferido para Haia como representante de Portugal junto da Eurojust. Ele foi eleito chefe do órgão de cooperação judicial em 2007, num momento em que o chamado caso Freeport já tinha iniciado em Portugal.
Posteriormente, surgiu nas investigações o nome doutro primo, José Paulo Bernardo Pinto de Sousa, três anos mais velho, filho de seu tio paterno António Pinto de Sousa, dono da Coutada, famoso estabelecimento de venda de armas, na Praça da Figueira, em Lisboa, o qual também é mencionado no polémico DVD, em que Charles Smith fala nas luvas pagas para garantir o licenciamento do outlet de Alcochete, e nos e-mails entre Smith e outro dos arguidos, Manuel Pedro. O mesmo nome surge ligado a outros, incluindo o de seu irmão Pedro Bernardo Pinto de Sousa, em outras investigações a negócios.
A 26 de julho de 2010, o Ministério Público concluiu a investigação do caso Freeport, entendendo não haver motivos para levar José Sócrates a julgamento. Contudo, os sócios Charles Smith e Manuel Pedro, responsáveis pela consultoria ao negócio, foram acusados do crime de extorsão na forma tentada de 2,4 milhões de euros aos promotores do Freeport, a quem tentaram pedir 10 milhões de libras para assegurar a aprovação do licenciamento do projeto em 90 dias. No entanto, em julho de 2012, Charles Smith e Manuel Pedro foram absolvidos do crime de extorsão na forma tentada e foi decidido, em outubro de 2012, não existirem indícios que justificassem a reabertura do processo.
Em 22 de Maio de 2012, Alan Perkins, antigo administrador da empresa proprietária do Freeport de Alcochete, testemunhou no julgamento do caso Freeport que foram feitos pagamentos ilegais a José Sócrates e outro alto representante para obter a licença ambiental necessária para a construção do "outlet". Os pagamentos rondaram os 200 mil ou 220 mil euros e, ao longo do licenciamento, terá havido mais verbas pagas a outras pessoas.
O então procurador-geral da República, Fernando Pinto Monteiro, reconheceu ter existido politização da justiça e criticou a investigação, tendo a então diretora do Departamento Central de Investigação e Ação Penal, Cândida Almeida, referido ter sido investigada toda a matéria relacionada com o Freeport, recusando a existência de qualquer indício de crime por parte de José Sócrates.

### Escândalo Face Oculta
Outro caso de corrupção envolvendo Sócrates é o escândalo Face Oculta. Em 28 de Outubro de 2009, a polícia começou a investigar um grupo empresarial com sede em Ovar. Armando Vara, um dos suspeitos, é relatado por ter tido "conversas" com Sócrates. Sócrates nega qualquer envolvimento, alegando que apenas conversava com um amigo.
Em Fevereiro de 2011, a empresa TMN, que pertence à Portugal Telecom (PT) alegou que, devido a um problema de informática, todas as informações e dados sobre o caso e relacionados com Armando Vara (ex-vice-presidente do BCP), Rui Pedro Soares (ex-gerente do PT), Mário Lino (ex-ministro) e Paulo Penedos (ex-assistente do PT) tinham desaparecido. David Dinis, editor no jornal "Diário de Notícias" pediu demissão devido à pressão do director, João Marcelino, para impedir que as informações fossem difundidas pela imprensa.

### Controlar os meios de comunicação social
Entre 2007 e 2009, durante a metade do primeiro mandato como primeiro-ministro, houve acusações que Sócrates e integrantes do governo tentaram controlar toda a comunicação social através da censura, e perseguir e afastar os jornalistas incómodos.
Sócrates também contratou com o director da agência de notícias Lusa a cobertura noticiosa da actividade governativa.

### Processos contra jornalistas
Sócrates já processou 10 jornalistas, todos portugueses: 5 da TVI, 3 do Jornal Público, 1 do Diário de Notícias e a revista sobre automóveis Autohoje por causa de uma partida do dia das mentiras.
Em todos os casos os jornalistas acabaram absolvidos.

### Visita ao Brasil
Durante a sua visita ao Brasil em Maio de 2010 José Sócrates encontrou-se com Chico Buarque. Segundo o gabinete do primeiro-ministro este encontro realizou-se a pedido do cantor, que desejaria conhecer Sócrates. Chico Buarque desmentiu esta versão, dizendo que foi Sócrates quem o quis conhecer, mostrando-se indignado com a versão da história contada pelo staff de Sócrates.[carece de fontes?]
Também na visita ao Rio de Janeiro foi marcado um jantar no consulado Português com 35 personalidades da vida cultural da cidade. Sócrates faltou ao jantar, tendo-se deslocado a um restaurante italiano da moda (também em Ipanema) e causou um embaraço ao cônsul português, obrigado a desconvidar personalidades como a actriz Marília Pera, o ex-campeão do mundo de futebol Zico e, sobretudo, o ex-ministro e músico Gilberto Gil.

### Visita à Líbia
Gerou polémica em Portugal, em 1 de Setembro de 2010, a visita de Sócrates à Líbia, para se encontrar com o ex-presidente Khadafi, exactamente na semana das comemorações do 41.º aniversário da Revolução Líbia, na qual governou a Líbia de forma ditatorial desde o golpe que derrubou a monarquia em 1 de Setembro de 1969. O próprio Sócrates se encontrou, conversou pessoalmente e abertamente com Khadafi, inclusive até comemorando o aniversário da revolução. O gesto provoca protestos dos jornalistas e da opinião pública portuguesa, inclusive refugiados líbios, contrários à visita do dirigente eleito democraticamente ao ex-ditador.

### Caso dos prisioneiros de Guantánamo
Em 30 de janeiro de 2008, José Sócrates falou na Assembleia da República (o Parlamento português), acerca do transporte de prisioneiros de Guantánamo cruzando o território português, observando que "nunca aconteceu termos sido consultados e termos autorizado".
No entanto, em novembro de 2010 foi revelado, pelo site Wikileaks, o conteúdo de um telegrama, datado de 19 de outubro de 2006, no qual a embaixada dos EUA em Lisboa confirma que houve contactos entre o governo dos EUA (na altura o Presidente era George W. Bush) e Lisboa, para assegurar a passagem de prisioneiros de Guantánamo pelo território de Portugal. No documento, afirma-se expressamente que houve um pedido (request) dos EUA ao governo português para "repatriar presos de Guantánamo através das Lajes".

### Fumar a bordo de um avião
José Sócrates violou a proibição de fumar em aviões no voo fretado da TAP que ligou Portugal e Venezuela em Maio de 2008. Em declarações aos jornalistas, na Venezuela, o primeiro-ministro diz que desconhecia que estava a violar a lei. José Sócrates pediu também desculpa pelo acidente e prometeu deixar de fumar.

### Discussões no Parlamento
A 16 de março de 2010 e 18 de março de 2011 protagonizou dois momentos de discussão mais acesa e palavrosa, ambos com o então deputado Francisco Louçã, na primeira situação depois de este lhe ter respondido que "de intervenção em intervenção" o então primeiro-ministro "vai ficando um pouco mais manso" e na segunda situação depois de este lhe ter dito que tinha recebido seis telefonemas de líderes mundiais, ao qual este respondeu, respetivamente nas duas situações, "Manso é a tua tia, pá!" e "Está parvo, pá!".

### Dívida pública portuguesa
Em 3 de novembro de 2011 Sócrates comentou em Paris a crise na Europa, durante uma conferência que: "Para pequenos países como Portugal e Espanha, pagar a dívida é uma ideia de criança. As dívidas dos Estados são por definição eternas. Foi assim que eu estudei".

### Despesas de representação
Sócrates gastou durante os seis anos de Governo mais de 460.000€00 euros em almoços e jantares no país e no estrangeiro, o que dá uma média de 210 euros por dia (contando sábados, domingos, feriados e férias).

### Insultos a Wolfgang Schäuble e a Pedro Santana Lopes
Em entrevista ao jornal "Expresso" em outubro de 2013, Sócrates chama "estupor" e "filho da mãe" ao ministro alemão das finanças, Wolfgang Schäuble. A embaixada da Alemanha em Lisboa responde que a Alemanha “tem apoiado Portugal na superação da crise financeira”. O texto da representação diplomática liderada por Helmut Elfenkämper conclui que "no futuro Portugal poderá continuar a contar com a Alemanha." Na mesma entrevista chamou igualmente ao seu antecessor e opositor Pedro Santana Lopes "bandalho".

### Acusações feitas a sua mãe
A sua mãe foi também acusada, por uma das suas duas próprias netas, de 10 anos, ambas filhas de seu falecido irmão António José, de lhe haver retirado, das contas de que era titular com ele, quantias de 70.000 € e de 35.000 €, tendo sido processada por ela.

### Acusações feitas a seu filho
A 4 de Maio de 2013, o seu filho mais novo, Eduardo Fava Pinto de Sousa, então de 17 anos, foi apanhado, em virtude de ter caído e magoado o pé direito, com uma mochila e quatro latas de tinta em spray a grafitar um vagão dum comboio em Lisboa, nas traseiras da estação de comboios de Campolide, em Lisboa, tendo sido encontrado pela segurança da CP. O processo foi arquivado em Dezembro de 2014.

### Convite a Passos Coelho para o governo
Em 2013, o antigo primeiro-ministro revelou, em entrevista à TSF, que, em 2011, convidou Passos Coelho, a juntar-se a ele no Governo.
Pedro Passos Coelho negou que alguma vez José Sócrates lhe tenha dirigido um convite para integrar o governo socialista.

### Memória inventada sobre Eusébio
No seu espaço de comentário político dominical na RTP1, aquando do falecimento de Eusébio da Silva Ferreira a 5 de Janeiro de 2014, afirmou que, no dia da célebre vitória em Liverpool por 5-3 de Portugal sobre a Coreia do Norte nos Quartos-de-Final do Campeonato do Mundo de Futebol de 1966 na Grã-Bretanha e Irlanda do Norte, graças exactamente a Eusébio, "tinha saído de casa com Portugal a perder", e ouviu o resultado "pelas ruas da Covilhã enquanto ia para a escola". Porém, esse mesmo jogo tinha-se realizado não só a um Sábado, 23 de Julho de 1966, às 15 horas, quando as Sabatinas eram matinais e não era, sequer, dia de aulas regulares, as quais se realizavam de manhã e não de tarde, muito menos tão tarde, mas também em período de férias.

### Reportagem no jornal "Libération"
A 26 de Novembro de 2014 saiu no jornal francês Libération uma reportagem de retrato sobre si em tom bastante negativo, da autoria de François Musseau e com fotografias de Rafael Marchante, intitulada Sócrates, la chute d’un «opportuniste sans idéologie».

## Operação Marquês
Em 21 de Novembro de 2014, José Sócrates foi detido por agentes da Autoridade Tributária e Aduaneira à chegada ao Aeroporto da Portela oriundo de Paris, na manga do avião em que regressara, indiciado por crimes de fraude fiscal, branqueamento de capitais, corrupção e tráfico de influências, no âmbito da Operação Marquês. Dada a gravidade das acusações de que foi alvo, passou a noite detido no comando metropolitano da PSP em Moscavide, onde aguardou pelo primeiro interrogatório judicial. Após três dias e depois de interrogado pelo juiz Carlos Alexandre este optou por colocar o antigo dirigente em prisão preventiva no Estabelecimento Prisional de Évora, instalação de alta segurança ironicamente inaugurada durante o seu mandato, como prisioneiro n.º 44 da cela n.º 44, tendo ficado, em virtude de falta de espaço, na ala feminina do mesmo. Desde então, tem sido visitado por inúmeras figuras do seu Partido, algumas das quais defendem a sua inocência, bem como pelos seus advogados de defesa, João Araújo e Pedro Delille. Segundo o Semanário Sol, Sócrates, fazendo uso de legislação fiscal que ele próprio fez aprovar, conseguiu alegadamente branquear pelos menos 20 milhões de euros.
Igualmente com base em legislação que ele próprio fez aprovar, o Estabelecimento Prisional de Évora apenas permitiu o envio a José Sócrates de uma encomenda postal por mês, tendo todas as outras, nomeadamente o livro Cavalos de Vento, escrito e oferecido pelo seu amigo António Arnaut, sido devolvidos pelo correio. Não obstante, tem sido objeto de visitas da parte de parentes, amigos, conhecidos, correligionários políticos, famosos ou simples grupos de populares em sua defesa. Foi também criado um Movimento Cívico em sua defesa, de seu nome Movimento Cívico José Sócrates, Sempre!, composto inicialmente por 400 membros, que o considera um preso político e quer que aguarde o julgamento em liberdade, e que tem, inclusivamente, o seu próprio hino, José Sócrates, Sempre!, bem como um hino de agradecimento, Obrigado, José Sócrates.
Se viesse a ser condenado a uma pena superior a três anos de prisão efetiva, o que se previa, caso fosse dado como culpado das acusações que lhe eram imputadas, perderia, no futuro, a sua Grã-Cruz da Ordem do Infante D. Henrique.
Até 15 de agosto de 2015, foram entregues 10 pedidos de habeas corpus em favor de José Sócrates. Todos foram negados, inclusivamente no Supremo Tribunal de Justiça, no Tribunal da Relação de Lisboa e no Tribunal Constitucional.
Em junho de 2015, José Sócrates reivindicou a condição de preso político, comparando-se inclusivamente a Luaty Beirão, também engenheiro civil, e atribuiu a sua prisão a uma tentativa de impedir a vitória do PS nas subsequentes eleições legislativas. A 4 de Setembro, foi-lhe alterada a medida de coação para prisão domiciliária com vigilância policial.
Libertado a 4 de setembro de 2015, a 16 de outubro de 2015, foi novamente alterada a sua medida de coacção para Termo de Identidade e Residência, com proibição de contactar os restantes arguidos do processo da Operação Marquês e de sair do país sem autorização prévia. Ficou, então, a residir na Rua Abade Faria, n.ºs 33 / 33A, no Areeiro, em Lisboa, compropriedade de sua ex-mulher Sofia Fava, num edifício encurralado pelos edifícios posteriores que já havia sido escola e fábrica. Desde o início de 2016, José Sócrates mudou novamente de casa, desta vez para um apartamento de luxo arrendado no Parque das Nações, em Lisboa, com vista direta para a marina e para o Mar da Palha, no Rio Tejo, características que o terão seduzido, bem como o amplo terraço, que garante grande privacidade, ter muito sol e vistas desafogadas, e cuja venda chegou a estar anunciada numa imobiliária por 549.000,00 €.
Em março de 2016, o Tribunal Constitucional rejeitou mais um recurso de José Sócrates. Foi a segunda vez, em seis meses, que a defesa do antigo primeiro-ministro perdeu na mais alta instância da justiça. Os advogados contestavam doze instâncias em que a lei fundamental teria sido violada na instrução da Operação Marquês.
Em fevereiro de 2017, o Tribunal da Relação de Lisboa indeferiu um recurso de José Sócrates contra os prazos do inquérito em que é arguido por suspeitas de corrupção. São assim afastadas as nulidades pedidas pela defesa de Sócrates que consideram que o inquérito deveria ter acabado há um ano e que, por isso, todos os actos praticados, como o interrogatório a Hélder Bataglia, são nulos. Em outubro desse ano foi formalmente acusado dos crimes que lhe foram imputados. Em abril de 2018 trocou o seu advogado João Araújo pelo novo advogado Pedro Delille.
Em 11 de outubro de 2017, o Ministério Público acusou José Sócrates de 31 crimes: 3 de corrupção passiva, 16 de branqueamento de capitais, 9 de falsificação de documentos e 3 de fraude fiscal qualificada. O Ministério Público acusou José Sócrates de ter recebido, entre 2006 e 2015, 34 milhões de euros de proveniência ilícita, 24 milhões dos quais em contas na Suíça detidas pelo amigo Carlos Santos Silva, mas das quais era Sócrates o real beneficiário. O dinheiro terá sido pago a troco de favorecimento de interesses do ex-banqueiro Ricardo Salgado no Grupo Espírito Santo (GES) e na Portugal Telecom (PT), bem como a garantia de financiamentos pela Caixa Geral de Depósitos ao empreendimento de Vale do Lobo e favorecimento de negócios do grupo Lena.
Em maio de 2018, o Tribunal da Relação de Lisboa rejeitou o recurso da defesa de José Sócrates que pedia a nulidade da decisão de juntar os processos Monte Branco, Universo BES e PPP ao processo da Operação Marquês. Em Setembro desse ano, o anterior juiz Carlos Alexandre perdeu por sorteio para o novo juiz Ivo Rosa.
Em novembro de 2018, José Sócrates mudou-se para um T5 de luxo com "vestíbulo, quatro quartos, sala comum com área de 99,10 m2, cozinha, três casa de banho, sauna, com área de 279,45 m2, cinco varandas" e acesso a uma arrecadação e uma garagem na cave, localizado na Urbanização Belo Horizonte, uma zona nobre da Ericeira, em Mafra, onde vive com a namorada, a licenciada Maria Lígia Lopes dos Santos Correia, antiga assessora do Ministério das Obras Públicas, Transportes e Comunicações, entre 23 de Novembro de 2009 e 20 de Junho de 2011, e com dois carros novos na garagem, um Carocha azul e um Mercedes-Benz Classe C de 2017 do irmão da namorada, João Jorge Lopes dos Santos Correia, em nome de seu primo e co-arguido na Operação Marquês José Paulo Bernardo Pinto de Sousa, do qual é visto diariamente a deslocar-se para o ginásio no acima mencionado Mercedes. A 18 de setembro de 2019 teve uma altercação no restaurante Casa Portuguesa, onde é cliente habitual, que começou com um agressivo murro na mesa de madeira onde almoçava sozinho, com um livro, um prato de lagartinhos de porco preto, e exigiu aos berros aos empregados "Quero que desliguem a música!", ao que uma funcionária, que preferiu não ser identificada, replicou com as colegas de trabalho que "Explicámos que o restaurante é pequeno e que temos ordens da gerência para manter um pouco do som ambiente por causa do barulho que vem da cozinha", com o que o ex-governante insistiu, com a cedência das empregadas, "com medo" de mais reações.
Em 28 de janeiro de 2019 deu-se início à fase instrutória do processo no Tribunal Central de Instrução Criminal, em Lisboa. Em outubro de 2019 e seguintes começaram os interrogatórios a José Sócrates, tendo ocorrido fugas de informação.
O debate instrutório, marcado para janeiro de 2020 no Campus de Justiça, ironicamente também inaugurado pelo próprio José Sócrates, apenas se iniciou em março, em resultado do atraso na resposta a algumas diligências. O debate instrutório acabou por ser adiado por tempo indeterminado nesse mesmo mês por causa da Pandemia de COVID-19 em Portugal.
Em 9 de abril de 2021, o juíz Ivo Rosa do Tribunal Central de Instrução Criminal, decidiu em decisão instrutória que José Sócrates iria a julgamento apenas por 6 dos 31 crimes de que era acusado: três de lavagem de dinheiro e três de falsificação de documentos. O Ministério Público recorreu.
Em 25 de janeiro de 2024, o Tribunal da Relação de Lisboa concedeu provimento ao recurso do Ministério Público e decidiu que José Sócrates seria julgado por 22 crimes, três de corrupção, 13 de branqueamento de capitais e seis de fraude fiscal. Isso faria com que José Sócrates fosse julgado duas vezes no mesmo processo, uma vez que já teria sido julgado uma primeira vez, no primeiro semestre de 2024, pelos crimes pelos quais foi pronunciado em 2021, três de branqueamento e três de falsificação de documentos, estando os julgamentos a decorrer em paralelo. José Sócrates afirmou pretender recorrer da decisão do Tribunal da Relação para um «tribunal superior», sem especificar, mas que não poderá ser o Supremo Tribunal de Justiça por não ser possível recorrer de despachos de pronúncia, restando apenas o Tribunal Constitucional, para o qual pode recorrer alegando apenas questões de direito e não questões de facto.
Em março de 2024, o Tribunal da Relação de Lisboa aceitou recurso do ex-primeiro-ministro e anulou a decisão de pronúncia contra ele, em três crimes de lavagem de dinheiro e três de falsificação de documentos. A corte também cassou as medidas cautelares impostas a Sócrates. O Tribunal da Relação de Lisboa entendeu que, na decisão de pronúncia, o juiz Ivo Rosa exerceu o papel do Ministério Público e promoveu alteração substancial dos fatos da acusação, sem permitir que a defesa de Sócrates se manifestasse sobre as mudanças. Entretanto, essa decisão não tem qualquer efeito na decisão do outro coletivo da Relação, que, em janeiro do mesmo ano, de reverter parte da decisão de arquivamento de Ivo Rosa e mandar julgar Sócrates por 22 crimes: três de corrupção, 13 de lavagem de dinheiro e seis de fraude fiscal. 

## Vida pessoal

### Família
José Sócrates nasceu no Porto, em Miragaia, a 6 de Setembro de 1957 e foi registado como um recém-nascido na freguesia de Vilar de Maçada, no concelho de Alijó, a localidade da família. No entanto, o jovem José Sócrates viveu toda a infância e adolescência na cidade da Covilhã com o seu pai, Fernando Pinto de Sousa (Alijó, Vilar de Maçada, 15 de Novembro de 1926 – Porto, 18 de Julho de 2011), arquitecto e desenhador de edifícios de profissão, o qual foi histórico co-fundador do Partido Social Democrata na Covilhã e Vereador eleito por aquele Partido à Câmara Municipal local nas eleições autárquicas de 1985, tendo tomado posse a 3 de Janeiro de 1986 e tendo a 16 de Janeiro do mesmo ano sido nomeado Vice-Presidente da autarquia, exercendo essas funções até 15 de Janeiro de 1990, para além de ter sido professor do Liceu da Covilhã; enquanto arquitecto, foi responsável pela colocação da estátua em granito de homenagem a Pero da Covilhã, localizada na Praça do Município daquela cidade. Sua mãe é Maria Adelaide de Carvalho Monteiro (Alijó, Vilar de Maçada, 8 de Outubro de 1931). O casal teve mais dois filhos, mais novos que José Sócrates, um irmão e uma irmã: António José Carvalho Pinto de Sousa (c. 1962), que morreu no Hospital de La Coruña a 3 de Agosto de 2011, à espera dum transplante pulmonar, e Ana Maria Carvalho Pinto de Sousa, nascida por volta da primeira metade dos anos 60 e que morreu em 1988. O casal Fernando Pinto de Sousa e Maria Adelaide de Carvalho Monteiro divorciou-se anos depois. É, ainda, descendente duma filha bastarda de António José Girão Teixeira Lobo Barbosa (Porto, Sé, 9 de Janeiro de 1715 – Alijó, Vilar de Maçada), Juiz dos Órfãos de Vila Real, Fidalgo da Casa Real e Cavaleiro Professo na Ordem de Nosso Senhor Jesus Cristo, o qual, do seu casamento com uma sua prima-irmã, foi avô paterno do 1.º Visconde de Vilarinho de São Romão, e era três vezes parente de Diogo Cão.
José Sócrates casou-se com Sofia Mesquita Carvalho Fava, engenheira, filha de um arquitecto, José Manuel da Silva Carvalho Fava, membro da Loja Gomes Freire afeta ao Grande Oriente Lusitano, e de sua mulher Clotilde da Costa Pinto Mesquita, com quem teve dois filhos, José Miguel Fava Pinto de Sousa (1993) e Eduardo Fava Pinto de Sousa (1995). Tal como ele, ela tem um irmão e uma irmã, Alexandre Mesquita Carvalho Fava, igualmente membro da Loja Gomes Freire do Grande Oriente Lusitano, e Mara Mesquita Carvalho Fava. No entanto, como ocorreu com os pais, José Sócrates divorciou-se de Sofia Fava no final dos anos 90.

### Residência
Antes do divórcio dos pais, Sócrates viveu na aldeia de Vilar de Maçada. Depois do divórcio, Sócrates viveu parte da infância e quase toda a adolescência com o seu pai, um desenhador de edifícios, na cidade da Covilhã. Mudou-se para Coimbra mais tarde para prosseguir aos estudos superiores e em seguida para Lisboa por motivos políticos. Atualmente, Sócrates vive na Ericeira, após ter passado o período de prisão domiciliária na residência da ex-mulher (Sofia Fava), perto do Areeiro, e depois de ter vivido num apartamento arrendado num condomínio da zona sul do Parque das Nações, em Lisboa. Entretanto, vendeu o seu apartamento na Rua Braamcamp, no centro de Lisboa, onde vivia antes de ter sido preso. Anteriormente, era eleitor registado no município da Covilhã, cidade onde viveu grande parte da sua juventude e onde votou até que a lei foi alterada.

### Religião
Quando nasceu, os pais eram cristãos católicos, pelo que seguiu a mesma religião. Em adulto, tornou-se agnóstico.

### Desporto
A sua paixão pelo desporto é bem conhecida, nomeadamente o jogging, tendo participado em provas como as caminhadas sem fins competitivos associadas à Meia Maratona de Lisboa.
José Sócrates tem fotos de si próprio tiradas durante corridas de jogging na Praça Vermelha em Moscovo, no bairro de Copacabana, no Rio de Janeiro, e em Luanda, para além de Lisboa.